# Universidade de Tecnologia e Economia de Budapeste

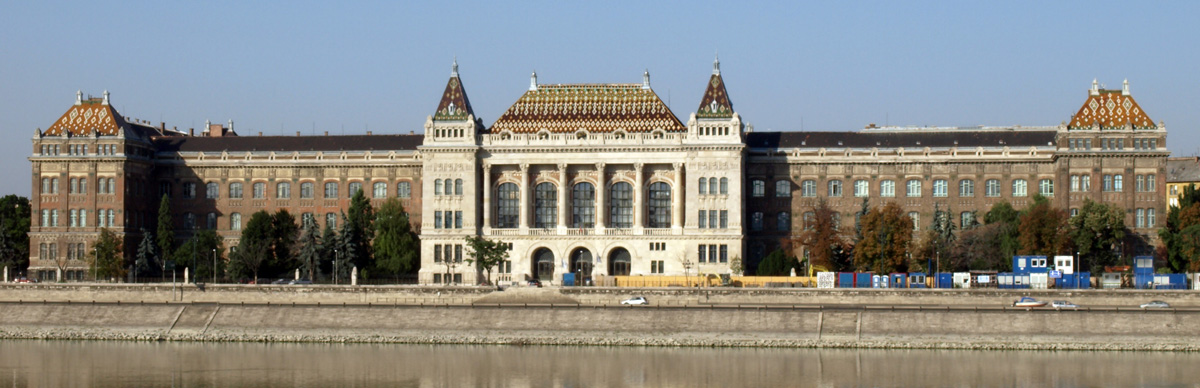
Sede da BME.

Universidade de Tecnologia e Economia de Budapeste (em húngaro:  Budapesti Műszaki és Gazdaságtudományi Egyetem - BME), é a universidade de tecnologia mais significativa da Hungria e é considerada o mais antigo instituto de tecnologia do mundo, que possui classificação e estrutura universitária. Foi o primeiro instituto na Europa a treinar engenheiros no nível universitário. Foi fundada em 1782.